# Dominique Langevin
Dominique Langevin (Angulema, 1947) es una investigadora francesa, físico-química. Es especialista en tensión superficial y directora de investigación CNRS al Laboratorio de físico de los sólidos de la Universidad de París-Sur. En 2005 recibió el Premio L'Oréal-UNESCO a Mujeres en Ciencia.

## Biografía
Nació  el 24 de julio de 1947. Es hija de Maurice Cruchon, director de seguros, y de Jacqueline Maujean. Se casó con el matemático Michel Langevin en 1969.
Comenzó su carrera en la Escuela Normal Superior de París en el laboratorio de los profesores Alfred Kastler y Jean Brossel. Sus primeros trabajos son sobre la difusión de la luz en superficie. Trabajó igualmente en el Collège de France en el laboratorio de Pierre-Gilles de Gennes. Dirigió el centro de investigación Paul Pascal a Burdeos.
Publicó trabajos sobre la superficie de las cristales líquidos, la viscoelasticidad de las cortezas monomoleculares, las bajas tensiones interfaciales con el microemulsiones, las propiedades de las mezclas de polímeros y de tensioactifs, las películas de jabón, la estabilidad de las espumas y de las emulsiones.
Es directora de investigación CNRS en la Universidad de París-Sur.
Ha escrito más de 250 artículos científicos y de dos libros. Fue embajadora de la European Year of Creativity and Innovación en 2009

## Vida familiar
Es madre de cuatro hijas y abuela de dos nietos.

## Premio y distinciones
- 1991 - gran premio de la Academia de Ciencias de Francia[4]
- 2002 - Medalla de plata del CNRS[5]
- 2005 - Premio L'Oréal-UNESCO a Mujeres en Ciencia
- 2006 - Legión de Honor[6]
- 2012 - Medalla de oro Overbeek[7]

Es miembro del Academia Europæa.